# Tanteuxenite-(Y)
La tanteuxenite-(Y) è un minerale appartenente al gruppo dell'euxenite.